# Comté de Tartu
Pour les articles homonymes, voir Tartu (homonymie).
Le comté de Tartu (en estonien Tartu maakond) est l'un des 15 comtés d'Estonie. Entourant Tartu, la deuxième ville du pays, le comté rassemble 150 900 habitants(1er janvier 2012), soit 11 % du total de la population estonienne.

## Géographie
Le comté de Tartu est délimité par les deux plus grands lacs des pays Baltes : à l'Est, le lac Peïpous et à l'Ouest, le lac Võrtsjärv.
La superficie du comté de Tartu est de 3 349 km2, ce qui couvre 7 % du territoire de l'Estonie.
Située à 186 kilomètres de Tallinn, la ville de Tartu est le centre administratif du comté.
Le comté de Tartu compte des collines et des eskers, ainsi de nombreux champs et pâturages.
L'Emajõgi, le plus grand fleuve d'Estonie, traverse le comté reliant le lac Peipous et le lac Võrtsjärv et divisant le comté en deux parties. La nature du comté de Tartu est caractérisée par des plaines marécageuses et des plaines vallonnées entrecoupées de vallées. 
Les réserves naturelles (zones humides et forêts vierges) occupent plus d'un dixième du territoire du comté.
Le comté abrite, entre-autres, le lac Kaiavere, le lac Kalli et le lac Koosa qui est situé dans la réserve naturelle de Emajõe-Suursoo (et).

## Population

### Évolution  démographique
| 2018    | 2019    | 2020    | 2021    | 2022    |
| ------- | ------- | ------- | ------- | ------- |
| 151 122 | 152 977 | 153 317 | 153 912 | 157 758 |

| 2023    | - | - | - | - |
| ------- | - | - | - | - |
| 162 390 | - | - | - | - |

### Composition ethnique
En 2011, le comté de Tartu comptait 150 528 habitants, dont 127 498 (84,7 %) étaient Estoniens, 18 543 (12,3 %) Russes et 4 279 (2,8 %) d'autres nationalités.

## Économie
Le comté compte environ 6 000 entreprises. Les principales productions sont le bois et les meubles.

## Subdivisions administratives

### Depuis 2017
| Rang | Municipalité             | Type    | Population (2018) | Superficie km2 | Densité | Carte |
| ---- | ------------------------ | ------- | ----------------- | -------------- | ------- | ----- |
| 1    | Elva                     | Rurale  | 14 612            | 728            | 20.1    |       |
| 2    | Kambja                   | Rurale  | 10 511            | 276            | 38.1    |       |
| 3    | Kastre                   | Rurale  | 5 138             | 495            | 10.4    |       |
| 4    | Luunja                   | Rurale  | 4 503             | 132            | 34.1    |       |
| 5    | Nõo                      | Rurale  | 4 274             | 169            | 25.3    |       |
| 6    | Peipsiääre               | Rurale  | 5 676             | 652            | 8.7     |       |
| 7    | Commune rurale de Tartu  | Rurale  | 10 676            | 742            | 14.4    |       |
| 8    | commune urbaine de Tartu | Urbaine | 99 429            | 154            | 645.7   |       |

### Avant 2017
Avant 2017, le comté était subdivisé en 22 municipalités, dont trois villes.

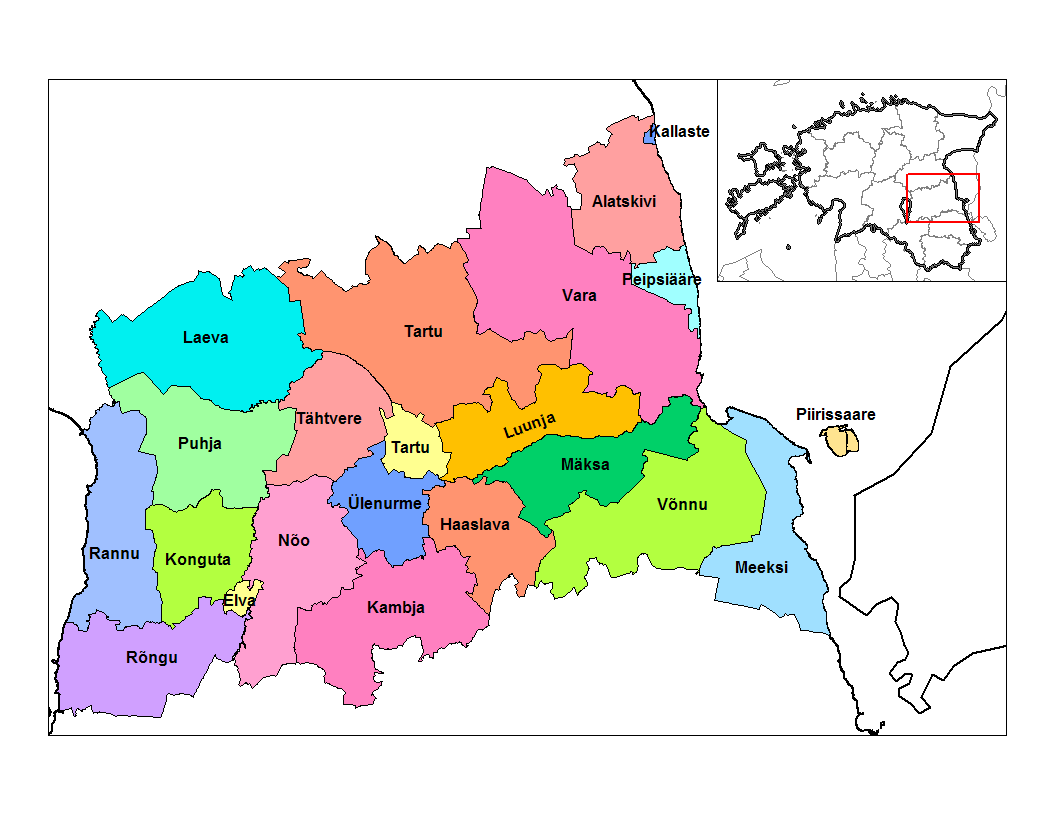
Municipalités du Tartumaa

Municipalités urbaines (linn) :
- Elva
- Kallaste
- Tartu

Municipalités rurales (vallad) :
- Alatskivi
- Haaslava
- Kambja
- Konguta
- Laeva
- Luunja
- Meeksi
- Mäksa
- Nõo
- Peipsiääre
- Piirissaar
- Puhja
- Rannu
- Rõngu
- Tartu
- Tähtvere
- Vara
- Võnnu
- Ülenurme

## Jumelages
| Ville | Ville   | Pays | Pays  |
| ----- | ------- | ---- | ----- |
|       | Varberg |      | Suède |

## Galerie

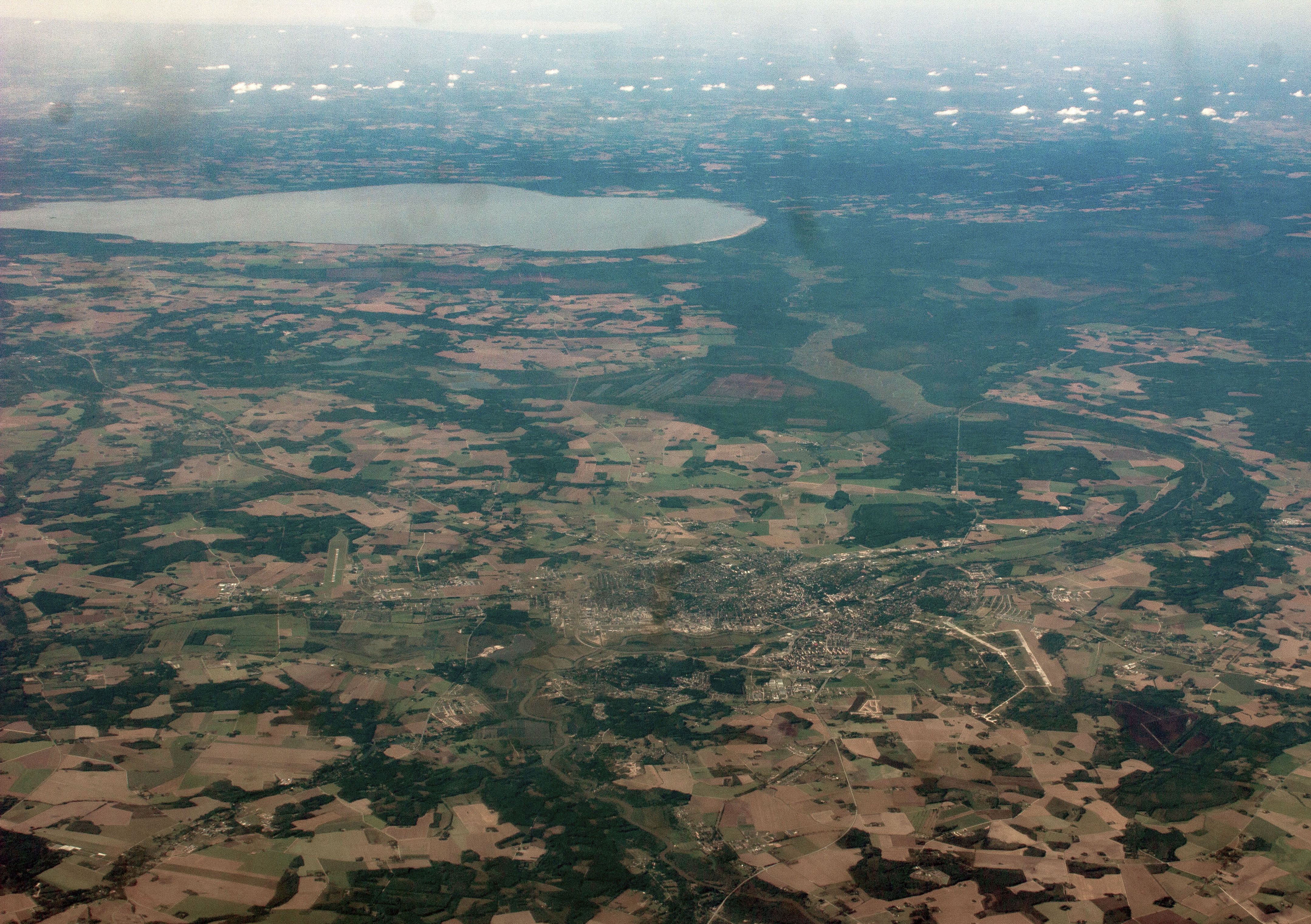
Tartu.
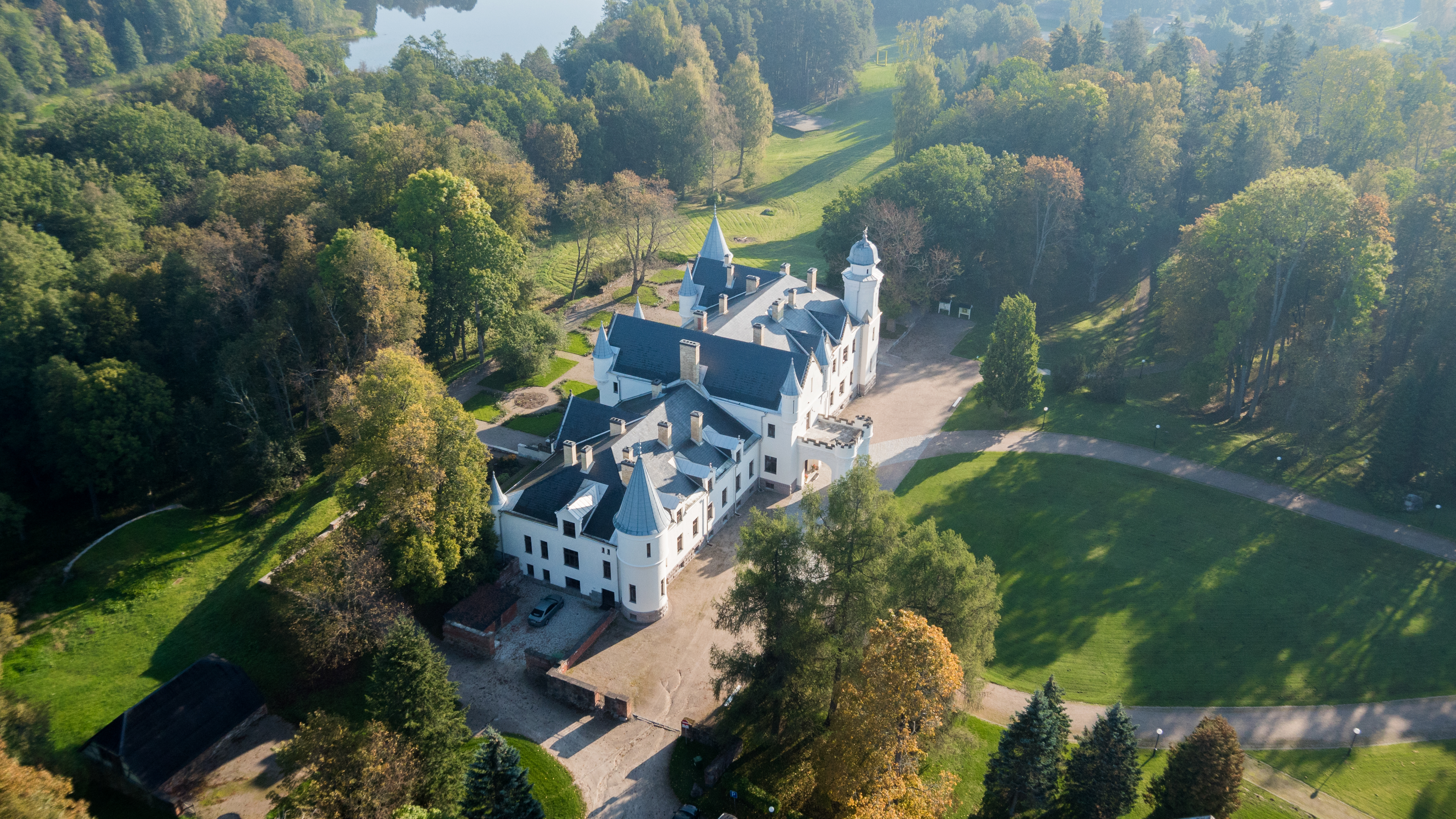
Manoir de Alatskivi.
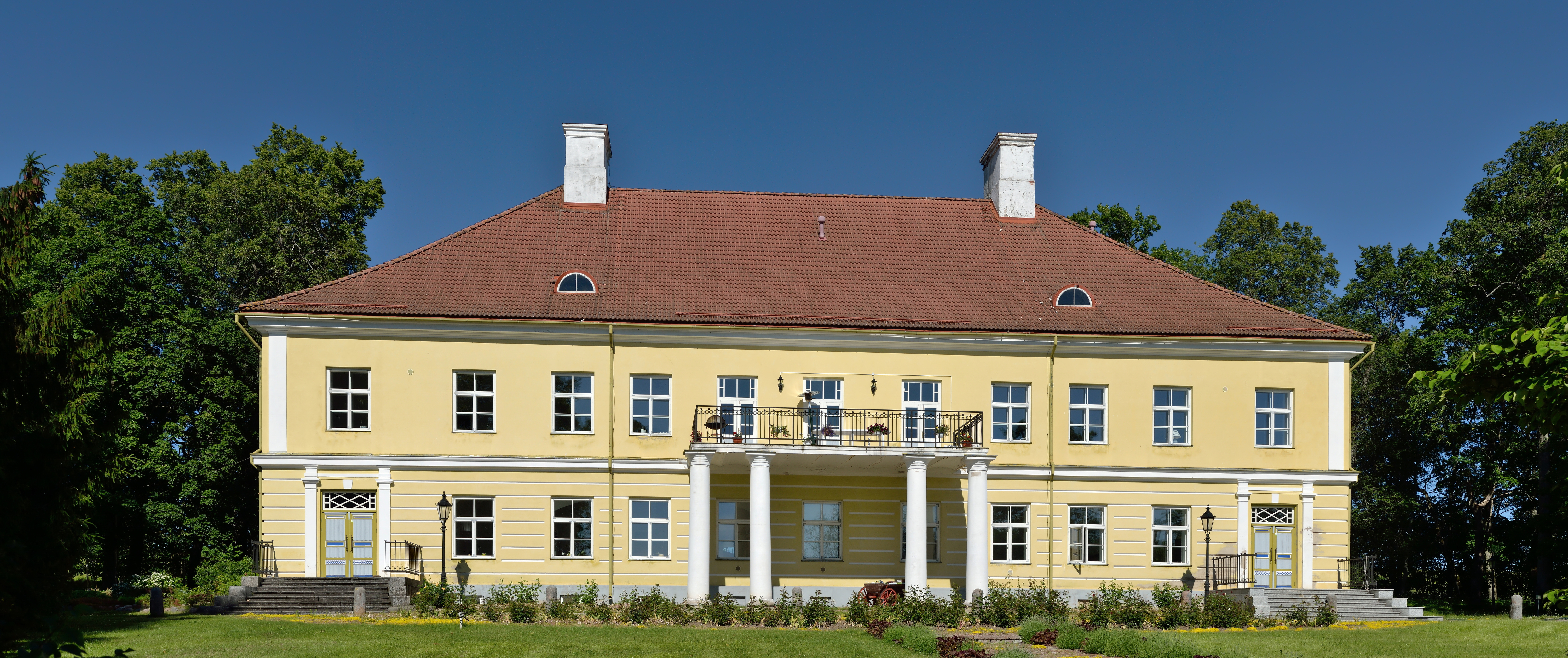
Manoir de Saadjärve.

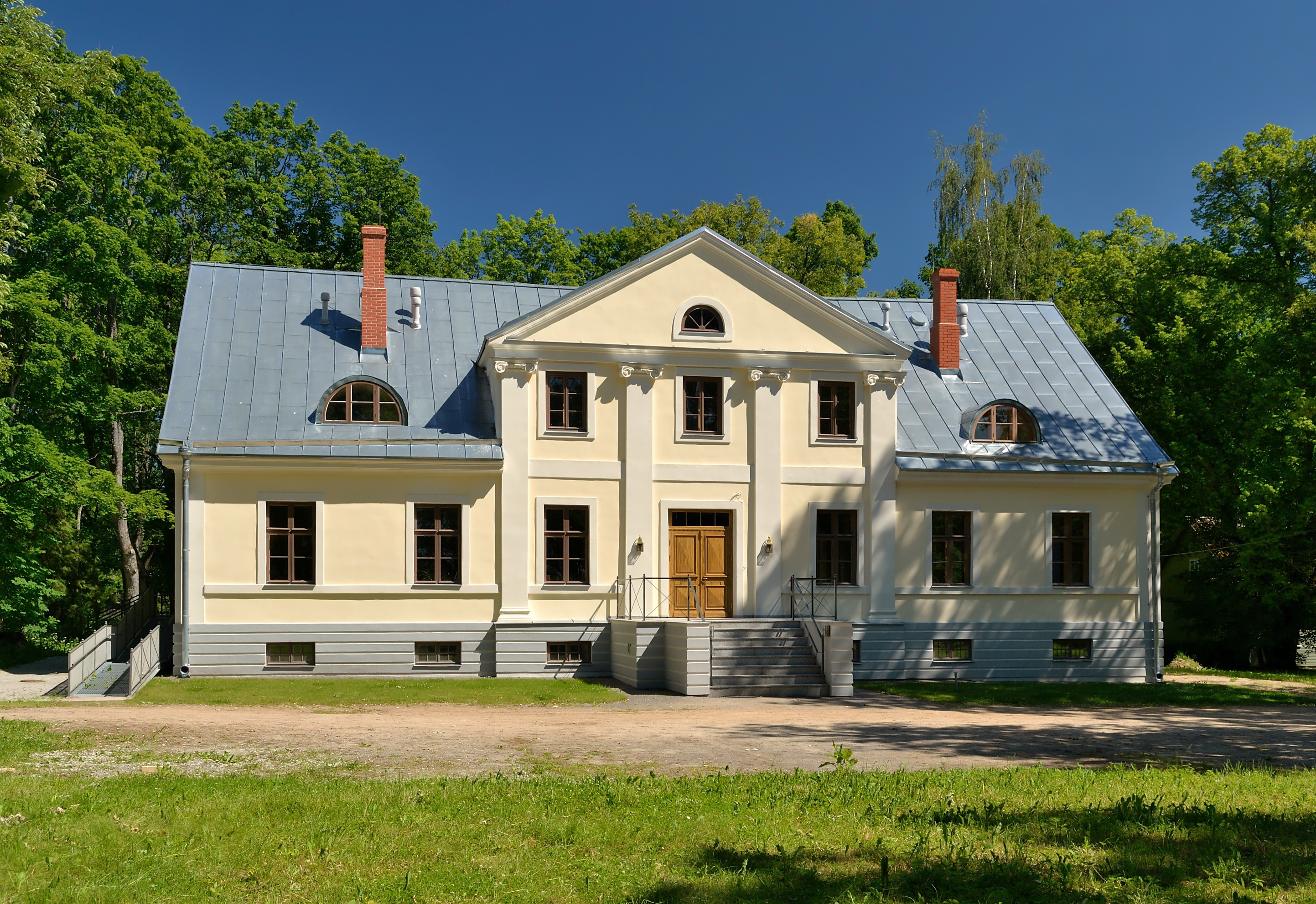
Manoir de Tammistu.
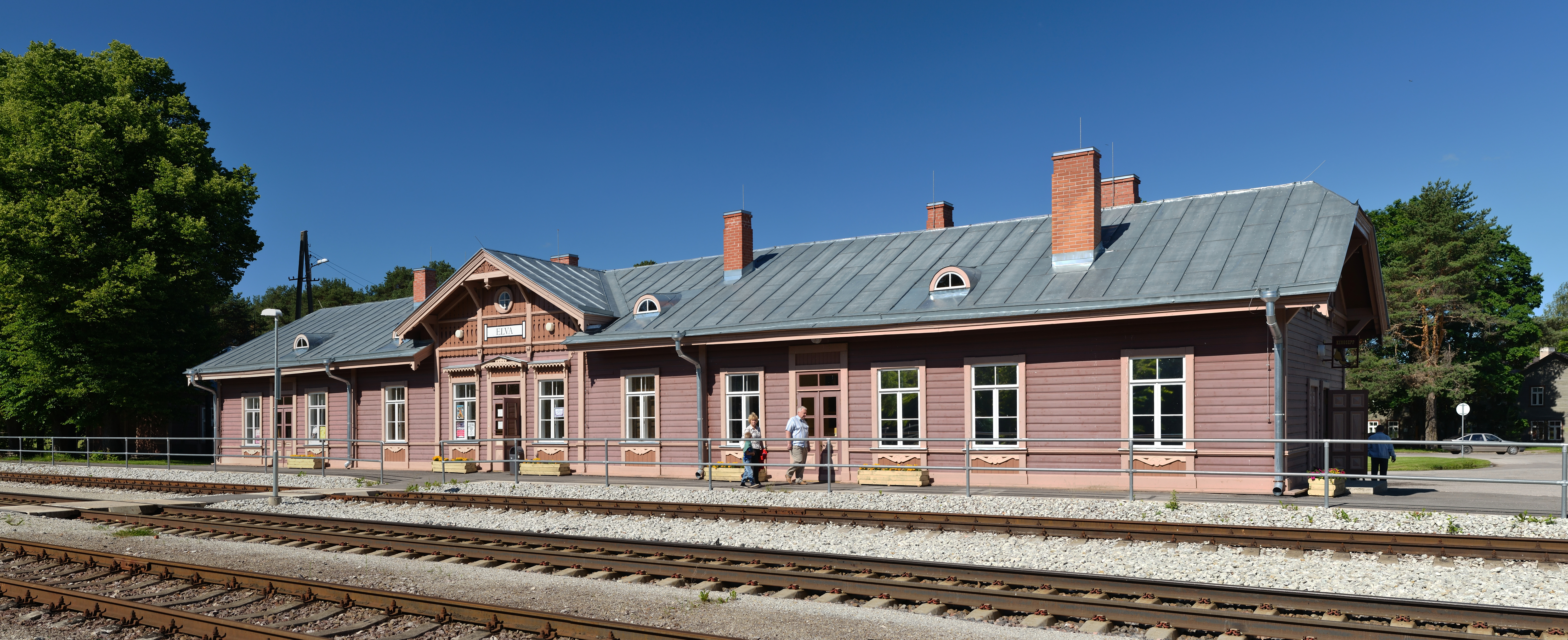
Gare de Elva.
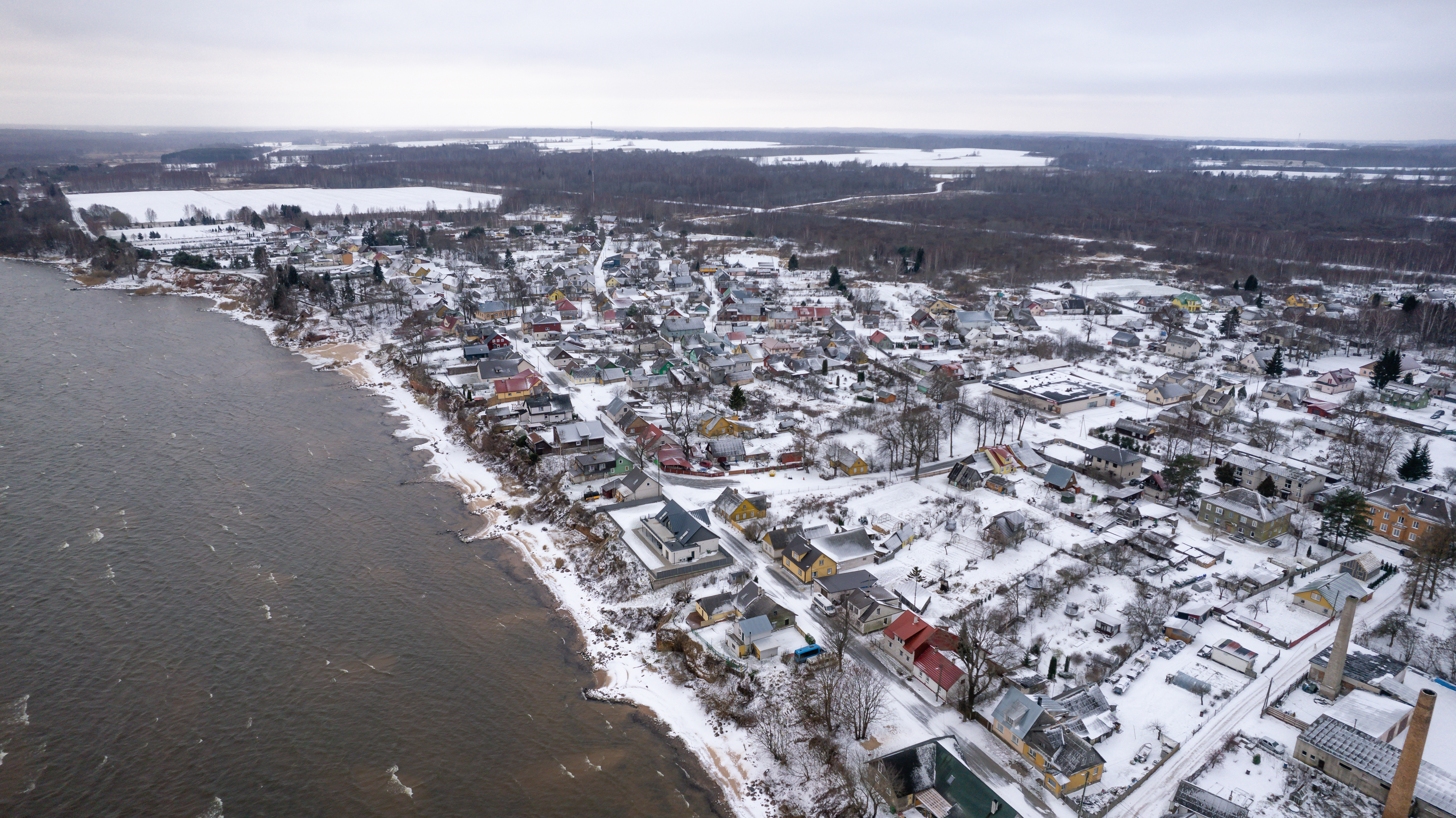
Vue de Kallaste.